# Mermessus rapidulus
Mermessus rapidulus là một loài nhện trong họ Linyphiidae.
Loài này thuộc chi Mermessus. Mermessus rapidulus được miêu tả năm 1938 bởi Bishop & Crosby.